# Rosa Segura i Pujol
Rosa Segura i Pujol, també coneguda com la Rosa de ca l'Oriol, (Olesa de Montserrat, 1933 - Olesa de Montserrat, 8 d'agost de 2020) va ser una de les olesanes més involucrades amb els drets humans en especial pels col·lectius amb capacitats diverses. Va fundar l'any 1982 l'Associació Prodiscapacitats Santa Oliva, antigament anomenat Associació Prodisminuïts Santa Oliva, amb l'objectiu de vetllar per la integració de les persones amb discapacitat i la seva participació en la vida quotidiana olesana. Més tard, va fundar la llar-residència Rosa Segura que es va inaugurar el 20 de juliol de 1999 al carrer Argelines d'Olesa de Montserrat. L'Associació Pro-disminuïts Santa Oliva va anar ampliant les seves activitats amb un servei d'assistència social, esplai i activitats de lleure, que van donar com a resultat la creació de l'Esplai Espantaocells.
El 27 de maig de l'any 2000 l'Ajuntament d'Olesa va celebrar un acte de reconeixement per la seva gran tasca. De fet, altres entitats han homenatjat al llarg d'aquests anys la figura de Rosa Segura, com ara Creu Roja Espanyola (de la qual va ser també fundadora de la secció local) o la Comunitat Minera Olesana, que el 8 de desembre del 2015 li va fer un acte de reconeiexement i va fer entrega del premi "Al servei d'Olesa" a l'Associació Prodiscapacitats Sant Oliva. També va rebre la Medalla al treball President Macià el 2002 i la Medalla d'or de Creu Roja per ser una activa donant de sang.

Segura va explicar que la idea de fundar una associació i una residència d'aquestes característiques sorgia per una vivència personal: 
“Vaig tenir una germana amb problemes de discapacitat que va morir ben joveneta. Aquesta és la idea que em va motivar a ajudar aquests nois i noies perquè no quedessin desemparats per si ningú els podia atendre”.